# Malatesta della Penna
Malatesta (IV) della Penna (Rímini, 1183-1248) fou un condottiero i podestà italià radicat al comtat de Rimini.
Hom situa el seu naixement vers l'any 1183, tal vegada a Pennabilli, localitat d'on hauria derivat el sobrenom della Penna, que les cròniques i la historiografia li han atribuït, malgrat que el seu origen és, de fet, desconegut. Fill de Malaltesta (III), dit menor, i d'Alaburga, dona de qui es desconeix la filiació, és el quart Malatesta conegut de la dinastia.
Orfe de pare des de la infantesa, va quedar sota la tutela del seu oncle, Giovanni, que el 1206 consta com a membre del Consell General de la ciutat de Rimini, i amb qui sovint Malatesta apareix a la documentació. Malgrat que, en termes generals, apareix al costat del seu oncle, sembla que vers 1210 tenia activitat de manera independent, perquè està documentat concedint propietats en emfiteusi al comtat de Rimini. Amb tot, no és fins al 18 de març de 1216, quan va obtenir la ciutadania riminesa, juntament amb Giovanni. Això va ser fruit d'un acord entre la comuna i oncle i nebot, mitjançant el qual el govern de la ciutat podia disposar d'ells en temps de guerra, i de fet els obligava a residir a la ciutat de manera continuada en cas de conflicte bèl·lic, i tres mesos a cadascun en temps de pau. La comuna, a més, va donar-los protecció, immunitat fiscal i va respectar les seves jurisdiccions privades. El mes d'abril, Malatesta va rebre diners del govern comunal per comprar una casa a Rimini per a ell i la seva família.
Malatesta, però, era propietari del castell de Verucchio, on residia de manera habitual. Hom afirma que va rebre el castell de la comuna de Rimini al seu retorn de Terra Santa, després de lliurar la ciutat de l'atac dels eslavons. Posseïa, així mateix, altres terres al comtat, tot això a canvi dels serveis a la ciutat, tot i que es desconeix exactament en què van consistir. Després de la mort del seu oncle, el 1221, Malatesta va ocupar el seu lloc en l'àmbit polític i social: va arribar a ocupar càrrecs públics com el de podestà de Pistoia (1233) i de Rimini (1239). A més, va ser creat cavaller per l'emperador Frederic II. Segons Baldo Branchi, va ser cap del partit güelf, tanmateix, no es pot parlar d'una lleialtat clara de la família en aquest moment encara.
En l'àmbit personal, es va casar amb Adelàsia amb qui va tenir tres fills: Guido, mort prematurament després del 24 de gener de 1255, Malatesta, que va ser qui va heretar els títols i estats, a més de ser el membre de la dinastia que va donar fama a la família i va establir les bases de la senyoria de Rimini, i per acabar Emilia, morta el 1311.